# 孤独 (アルバム)
『孤独』（こどく）はシャ乱Qの7枚目のアルバム（フルアルバムでは5枚目）。1998年3月25日にBMGジャパン（現：ソニー・ミュージックレーベルズ）から発売された。

## 解説
前作から1年3ヶ月振りの発売となった。本作はプロデュースを各楽曲の作曲者が担当。つんく、しゅうはビート・ロック、たいせーはキーボード音を重視、はたけはハード・ロックといった個々の指向を明確にした内容になっている。「Special Thanks」には、はたけ側で当時、HOUND DOGのメンバーだった鮫島秀樹、LOUDNESSの樋口宗孝と記載してあり、翌年1999年に鮫島、樋口とバンド「Rose of Rose」として活動する。

## メンバー
シャ乱Q
つんく - ボーカル、アコースティック・ギター
はたけ - ギター、ベース
まこと - ドラムス
たいせー - キーボード
しゅう - ベース

## 収録曲

### CD
| 全編曲: シャ乱Q。 |                                   |           |           |       |
| #                 | タイトル                          | 作詞      | 作曲      | 時間  |
| 1.                | 「Become」                        | つんく    | つんく    | 4:17  |
| 2.                | 「NICE BOY!」                     | つんく    | つんく    | 4:59  |
| 3.                | 「君の香りがする雨」              | まこと    | はたけ    | 5:14  |
| 4.                | 「都会のメロディー」              | つんく    | つんく    | 3:31  |
| 5.                | 「SURE」                          | まこと    | しゅう    | 4:52  |
| 6.                | 「そんなもんだろう」              | つんく    | はたけ    | 4:29  |
| 7.                | 「二度と会えない 二度と会わない」 | まこと    | はたけ    | 3:58  |
| 8.                | 「森へ行こう」                    | つんく    | たいせー  | 4:03  |
| 9.                | 「HANDS」                         | まこと    | はたけ    | 4:23  |
| 10.               | 「ひとり」                        | つんく    | つんく    | 3:44  |
| 11.               | 「Never Say「Good bye」」         | まこと    | はたけ    | 3:43  |
| 12.               | 「パワーソング」                  | つんく    | つんく    | 5:05  |
| 合計時間:         | 合計時間:                         | 合計時間: | 合計時間: | 52:18 |

## 曲解説
1. Become
2. NICE BOY!
12thシングル
3. 君の香りがする雨
4. 都会のメロディー
15thシングル
5. SURE
6. そんなもんだろう
13thシングル
7. 二度と会えない 二度と会わない
8. 森へ行こう
9. HANDS
フジテレビ系「プロ野球ニュース」テーマ曲
10. ひとり
11. Never Say「Good bye」
12. パワーソング
14thシングル